# 인덱세이션
물가연동제 또는 인덱세이션(indexation)은 임금, 금리 등을 정할 때 일정한 방식에 따라 물가에 연동시키는 정책이다. 인플레이션 진행으로 생기는 명목가치와 실질가치의 차이를 메우고 인플레이션이 실질 경제에 미치는 나쁜 영향을 중화시키는 정책을 일반적으로 인플레이션 중립정책이라고 하는데 인덱세이션은 인플레이션 중립정책의 하나다. 반의어는 디인덱세이션(deindexation)이다.

## 유형
거시경제학 관점에서 인덱세이션에는 다음과 같이 4가지 주요 분류가 있다.
1. 임금 인덱세이션
2. 금융상품 레이트 인덱세이션
3. 세율 인덱세이션
4. 환율 인덱세이션

처음 세 가지는 인플레이션에 대한 인덱세이션이다. 마지막 것은 환율에 대한 인덱세이션으로 주로 미국 달러와 관련된다. 이 각기 다른 유형의 인덱세이션 모두 "디인덱세이션"이 가능하다.

## 같이 보기
- 지수 (경제학)

## 참고 자료
- Indexation, Inflation, and Monetary Policy: An Overview by Fernando Lefort and Klaus Schmidt-Hebbel